# Pietà de Kerien
La Pietà de l'église Saint-Pierre à Kerien, une commune du département des Côtes-d'Armor dans la région Bretagne en France, est une pietà datant du premier quart du XVIIe siècle. La sculpture a été classée monument historique au titre d'objet le 17 juillet 1985.